# Riaguas de San Bartolomé
Riaguas de San Bartolomé és un municipi de la província de Segòvia, a la comunitat autònoma de Castella i Lleó.

## Demografia
| 1991 | 1996 | 2001 | 2004 |
| ---- | ---- | ---- | ---- |
| 68   | 82   | 91   | 81   |

## Personatges il·lustres
- Antonio Rivera Ramírez, beatificat el 1952.